# يا نور جديد (أغنية)
يا نور جديد أغنية للملحن والمغني والممثل المصري محمد فوزي (1918 – 1966)، الأغنية من الحان وغناء محمد فوزي، كتب الكلمات عبد العزيز سلام، وصدرت 3 سبتمبر 1951، في فيلم «نهاية قصة»، إخراج  حلمي رفلة وإنتاج أفلام محمد فوزي.
هي تجربة عظيمة بداية من الكورال النسائي الذي يلعب دورًا كبيرًا لأول مرة في افتتاحيتها، حتى داخل الأغنية سنجد أن الكورال يرد على غناء فوزي بجمل موسيقية مغايرة لما يقوله، في تجانس رائع، ويمكننا القول إنها كانت بداية لاستخدام الأكابيلا (فن استعراض سمعي لا بصري، وهو لون يستغنى عن المصاحبة الموسيقية بالآلات ويستعين بدلا منها بالصوت البشري من كل الطبقات من السوبرانو إلى الباص كضلع أساسي في التوزيع الموسيقي، وهو لون يشكل تحديا لألوان الغناء المألوف، ويحتاج إلى دراسة متعمقة لعلم الأصوات البشرية.

## محمد فوزي
مطرب وملحن ومنتج وممثل مصري من أشهرِ المطربين والملحنين المصريين في القرن العشرين. سنحت له الفرصة عندما تعاقدت معه الفرقة المصرية للتمثيل والموسيقى ممثلاً ومغنياً بديلاً من المطرب إبراهيم حمودة في مسرحية «شهرزاد» لسيد درويش، ولكنه أخفق عند عرضه الأول على الرغم من إرشادات المخرج زكي طليمات. لحّن لأشهرِ مطربي زمنه، وتركَ بصمته الخاصة في الأغنية العربية، مثّل في العديد من المسرحيات التي كانت سببًا في إنطلاقته، كما دخل عالم الإنتاجِ الموسيقي وحقق نجاحًا باهرًا. أسّس أول مصنع أسطوانات موسيقية في الشرق الأوسط (مصر فون)، واستطاعَ محمد فوزي التربع على عرش السينما الغنائية والاستعراضية طيلة الأربعينيات والخمسينيات.
تزوج محمد فوزي عام 1943 من زوجته الأولى السيدة هداية وأنجب منها ثلاثة صبية هم نبيل وسمير ومنير. إنفصل عنها عام 1952، وبنفس العام تزوج بالفنانة مديحة يسري (1921 – 2018) التي التقى بها للمرة الأولى في فيلم (قبلة في لبنان) من إخراج أحمد بدرخان سنة  1945، وأنجب منها طفل اسمه عمرو ثم انفصل عنها عام 1959. أما زواجه الثالث فكان عام 1960 من السيدة كريمة وأنجب منها ابنته إيمان.[بحاجة لمصدر]

## تجارب وابتكارات
أقدم محمد فوزي على تنفيذ الأفكار التي كانت تراوده
1947 شركة لإنتاج الأفلام السينمائية
1951 ثانى فيلم عربى ملون
1951 ستوديو للتسجيلات الصوتية
1958 أول مصنع لإنتاج الاسطوانات  

## عبد العزيز سلام
عبد العزيز سلام (1915 – 1984)، حصل علي دبلوم دار العلوم عام 1940 وعمل مدرسا ثم استقال وإتجه للعمل في الصحافة حتي وصل إلي منصب رئيس تحرير مجلة المساحة ومجلة العروبة وفن السينما عام 1948. كتب للسينما القصص والسيناريوهات والحوار إبتداء من فيلم (بياعة اليانصيب) عام 1947 بطولة رجاء عبده التي توطدت صلته بها فأصبح كاتب أغانيها المفضل. من أشهر أغانيه: «داري العيون» لمحمد فوزي و «خدي قلبي» و«احلف لك ما تصدقشى» و«يا جميل يا جميل» للفنان فريد الأطرش و "بقي عايز تنساني" للمغنية سعاد محمد و«ياواحشني رد علي» للفنان محرم فؤاد.   

## كلمات الأغنية
يانور جديد في يوم سعيد
ده عيد ميلادك أحلى عيد
يوم ما اتولدتي البدر قال يا حسنها
أغيب أنا وهي تنور مطرحي
والشمس مالت م الخجل في برجها
قالت يا دنيا بنورها غني وإفرحي
الطير صبح سبح بقدرة ربنا
ومن الفرح غنى وقال يا سعدنا
الورد فتح في عيد ميلادك
ع الحسن صبح يا عيد ميلادك
فين سحر بابل جنب سحرك يا عيون
وفين سهام الحب جنبك يا جفون
ياللي بقوامك أنتِ أخجلت الغصون
لو تطلبي روحي فدا روحي تهون
قول لي أنتِ ايه أنا عبد خاضع للجمال
وجاي ليه جيت لما قلبي ليكِ مال
اطلب رضاكِ في عيد ميلادك
وأقطف بهاكِ في عيد ميلادك

## وصلات خارجية
https://www.youtube.com/watch?v=iEkw2UjQAXI يا نور جديد (أغنية)
https://www.bbc.com/arabic/art-and-culture-47188385 يا نور جديد (أغنية)